# Daniel Silva
Daniel Eduardo Moreira Silva, conegut com a Daniel Silva, (8 de juny de 1985) és un ciclista portuguès, professional des del 2007 i actualment a l'equip Soul Brasil Pro Cycling Team.

## Palmarès
- 2009
  - 1r al Gran Premi Liberty Seguros
- 2013
  - Vencedor d'una etapa a la Volta a l'Alentejo
- 2014
  - 1r al Gran Premi de Mortágua